# Po-ju
Po-ju (ぽ~じゅ, Po~ju)est un mangaka japonais spécialisé dans les styles Yaoi et Shotacon (Shota, Shotakon). Il est l'auteur, sous le titre Secret Journey, d'une version Shota du Voyage en Occident.